# Coriosolites
Los coriosolites fueron un pueblo de la Galia a los que Julio César menciona en diversas ocasiones de sus Comentarios a la guerra de las Galias.
El nombre sólo aparece en forma acusativa, y hay variaciones entre los diversos manuscritos, no siendo seguro cuál sea el nominativo. Son mencionados (Comentarios... II. 34) con los vénetos, unelos, osismos y otros a los que César denomina maritimae civitates y limitan con el océano Atlántico. En otro lugar (Comentarios... VII. 75) describe la posición de los coriosolites en el océano en los mismos términos, y los incluye entre los estados aremóricos, un nombre que equivalía a maritimae.
El nombre aparece en Plinio (iv. 18) en la forma Cariosvelites y los menciona junto con los unelos, diablintes y los redones. Los coriosolites no son mencionados por Ptolomeo. Ninguna ciudad de estos pueblos aparece mencionada, y los Itinerarios no ofrecen carreteras en esta parte de Bretaña. Por lo tanto, sólo se pueden hacer conjeturas sobre su posición, que está determinada con cierta probabilidad que sea la diócesis de Saint-Malo, el único lugar que queda para ellos después de fijar la posición de las otras naciones aremóricas. El nombre parece estar conservado en Corseul, un pueblo entre Dinan y Lamballe, donde quedan los restos de una antigua ciudad romana.
Se puede concluir que, siguiendo el estilo de los nombres galos, Corseul representa la capital de los coriosolites. D'Anville supone que en la costa ellos se extendían al oeste hasta el vecindario de Saint-Brieuc, donde un lugar llamado Finiac denota la frontera de un antiguo territorio, pues el nombre Fines o Fins denota en otras partes de la Galia. Los vecinos de los coriosolites en el este eran los redones, y al sur los vénetos. En el oeste estarían los osismos, quienes ocuparon el extremo de la península de Bretaña. Pero Walckenaer los ubica entre los osismos y los coriosolites, los Biducasii de Ptolomeo, en la diócesis de St. Bidué o St. Brieuc; a quien él distingue de los Viducasses. 